# Нагорный, Иван Михайлович
Иван Михайлович Нагорный (1927 — ум. между 1986 и 1992) — звеньевой механизированного свекловодческого звена колхоза имени Чапаева Кочубеевского района Ставропольского края, Герой Социалистического Труда (31.12.1965).
Работал трактористом сначала в МТС, с 1958 г. — в колхозе имени Чапаева Кочубеевского района Ставропольского края.
В 1962 г. возглавил первое в своём хозяйстве механизированное свекловодческое звено.
В среднем за девятую пятилетку его звено получило с гектара по 375 ц. сахарной свёклы. За 8 лет (1972—1979) получено в среднем по 430 ц/га, в 1981—386 ц/га с площади 1500 га.
С 1980 г. начальник свекловодческого комплекса колхоза.
Основатель краевой школы передового опыта по выращиванию высоких урожаев сахарной свеклы с минимальными затратами ручного труда.
Депутат Верховного Совета РСФСР.
Умер 27 июля 1985 года
Герой Социалистического Труда (31.12.1965).
Государственная премия СССР 1979 года — за получение высоких и устойчивых урожаев на основе применения достижений науки и внедрения комплексной механизации.